# Conus lischkeanus
Conus lischkeanus es una especie de molusco gasterópodo de la familia Conidae.

## Distribución geográfica
Se encuentra  en Nueva Zelanda.

## Galería

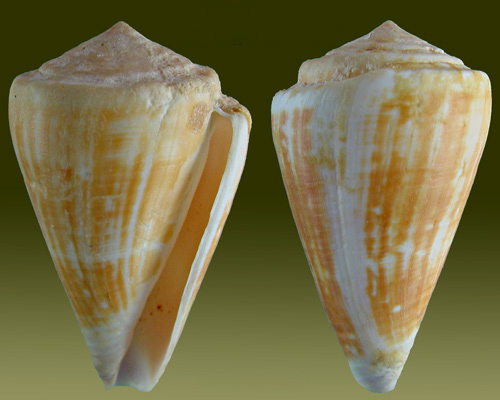
Conus lischkeanus Weinkauff, H.C., 1875
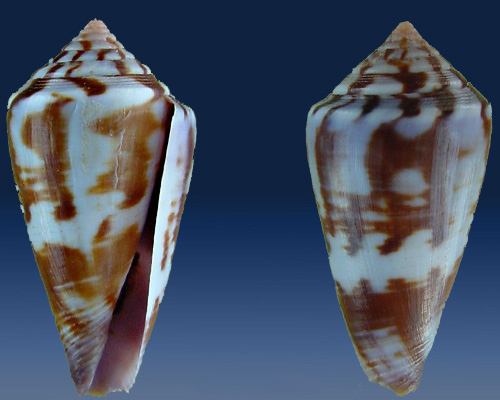
Conus lischkeanus Weinkauff, H.C., 1875